# Carea nexilla
Carea nexilla är en fjärilsart som beskrevs av George Francis Hampson 1912. Carea nexilla ingår i släktet Carea och familjen trågspinnare. Inga underarter finns listade i Catalogue of Life.